# Daglha Gampo
| Tibetische Bezeichnung                   |
| ---------------------------------------- |
| Wylie-Transliteration: dwags lha sgam po |
| Chinesische Bezeichnung                  |
| Vereinfacht: 达拉岗布寺                  |
| Pinyin:Dálā Gǎngbù sì                    |

Das Kloster Daglha Gampo (tib.: dwags lha sgam po) ist ein Kloster der Kagyü-Schultradition des tibetischen Buddhismus. Es liegt im Osten des Kreises Gyaca (Gyatsha) von Shannan (Lhoka) im Gebiet des Yarlung-Zangbo-Tales auf einer Höhe von 4150 m. Das Kloster wurde im Jahr 1121 von Gampopa (dem „Arzt von Dhagpo“), einem Schüler Milarepas, gegründet und ist das Stammkloster des Dagpo-Kagyü-Zweiges der Kagyü-Schultradition. Die Nachfolge ging nach Gampopas Tod an seinen Neffen Gompa Tshülthrim Nyingpo (sgom pa tshul khrims snying po) über.
In jüngerer Zeit wurden dort vom Tibet-Museum (Xizang bowuguan) archäologische Grabungen durchgeführt.
Das Kloster steht auf der Liste der Denkmäler des Autonomen Gebiets Tibet.